# متحف الإمارات الوطني للسيارات
متحف الإمارات الوطني للسيارات، هو متحف وطني للسيارات في إمارة أبو ظبي، الإمارات العربية المتحدة.
يقع المتحف في منطقة الظفرة على بعد نحو 45 كيلومترًا (28 ميلًا) جنوب مدينة أبو ظبي. ويضم المتحف مجموعة من نحو 200 سيارة تعود ملكيتها للشيخ حمد بن حمدان آل نهيان في مبنى هرمي.
يتضمن المتحف مجموعة من مركبات الطرق الوعرة، وسيارات أمريكية كلاسيكية، ومجموعة مرسيدس الملونة، 
وسيارة دودج الضخمة، وهي سيارة كبيرة الحجم، حيث يبلغ حجمها ثمانية أضعاف حجم المركبة الطبيعية، ويأخذ تصميمها الداخلي شكل المنزل؛ فهي تشتمل على ثمانٍ غرف للنوم والمعيشة، وتحاكي المنزل المتنقل.وسيارة لامبورجيني ذات الدفع الرباعي ومجموعة من سيارات ميني كوبر، إضافةً إلى سيارات الليموزين الأمريكية والأوروبية التي تعود لخمسينيات وسبعينيات القرن الماضي وسيارات شرطة نيويورك ومركبات الصليب الأحمر وسيارات الطرق الوعرة والمركبات الحربية والعسكرية
وسيارات مرسيدس تعمل بالبخار عام 1885، وأكبر شاحنة في العالم. ويضم المتحف أكثر من 200 سيارة تعود إلى أكبر الشخصيات في دولة الإمارات، ويمنح للزائرين فرصة التعرف عن قرب على تاريخ صناعة السيارات الكلاسيكية وكذلك نمط عيش الأمراء العرب بدءاً من ستينيات القرن العشرين.

## معرض الصور

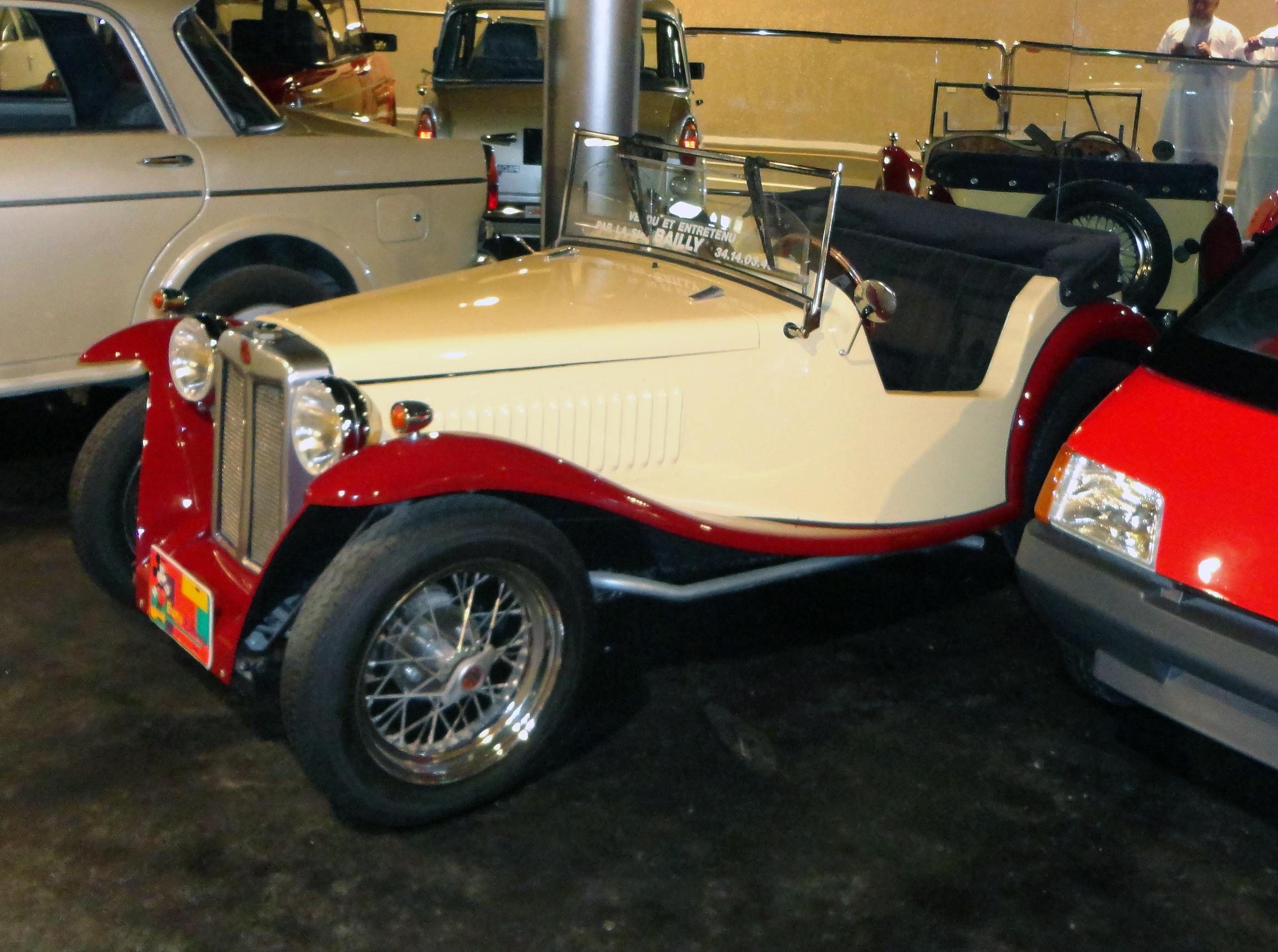
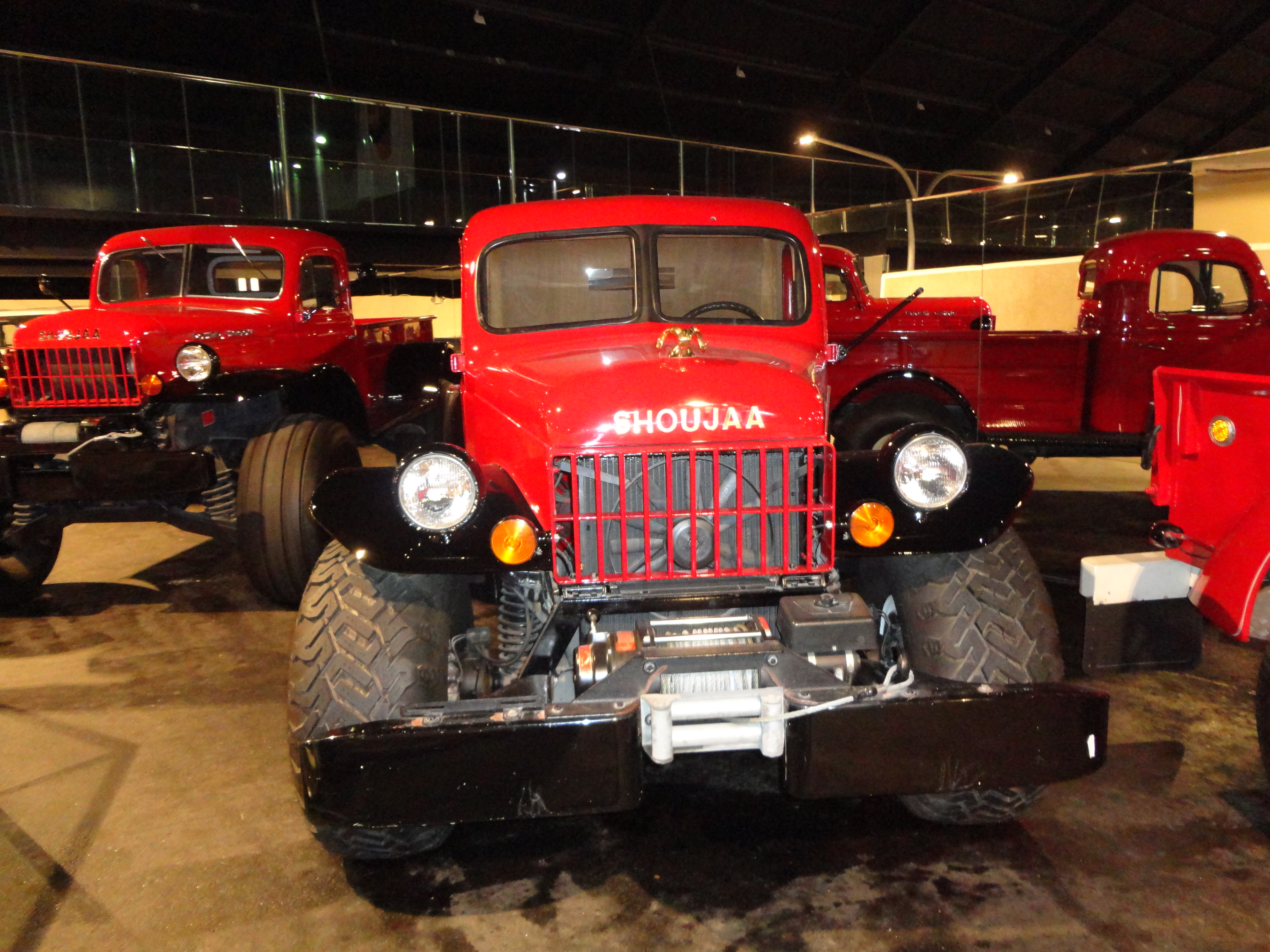
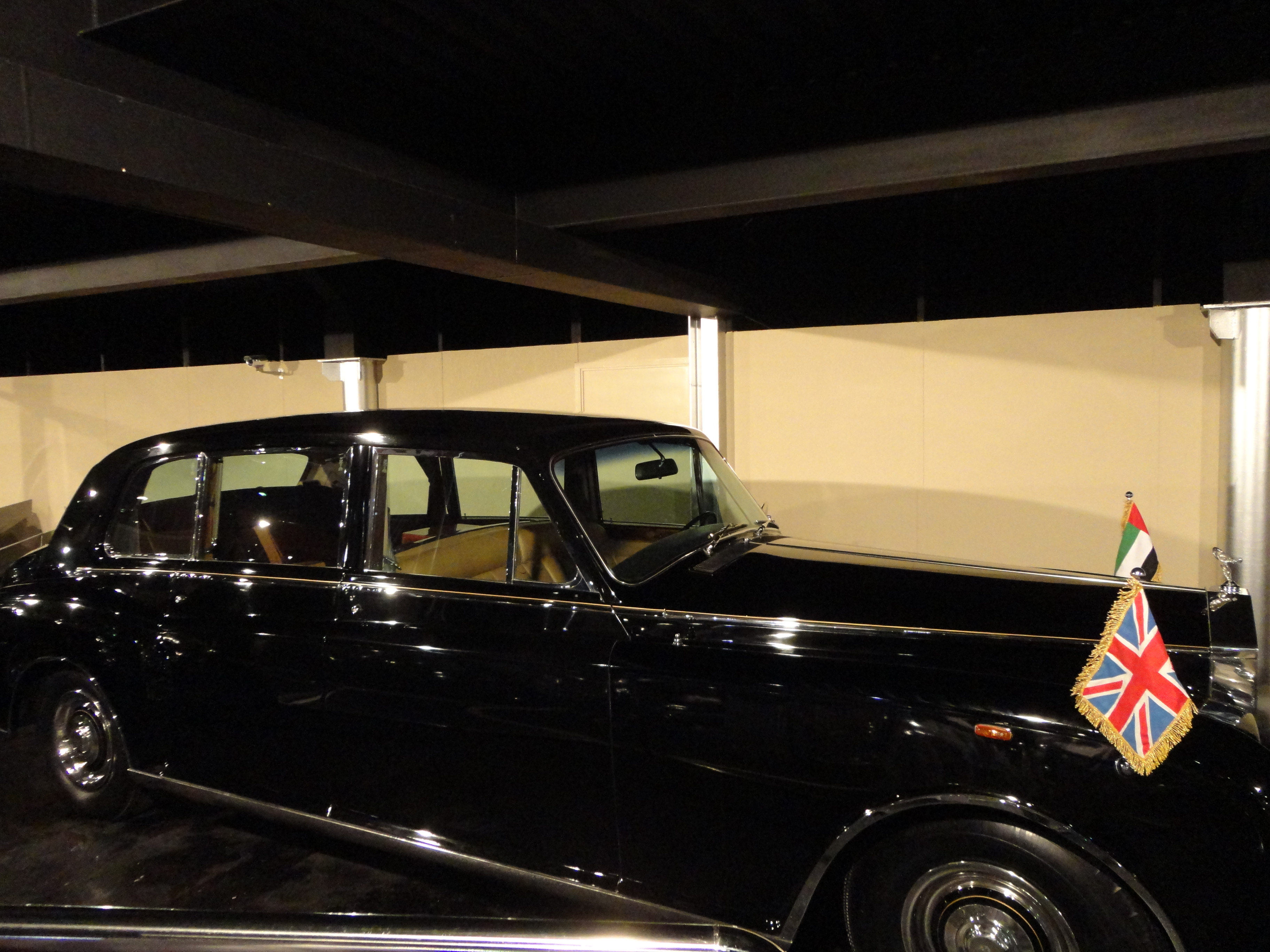
رولز رويس فانتوم
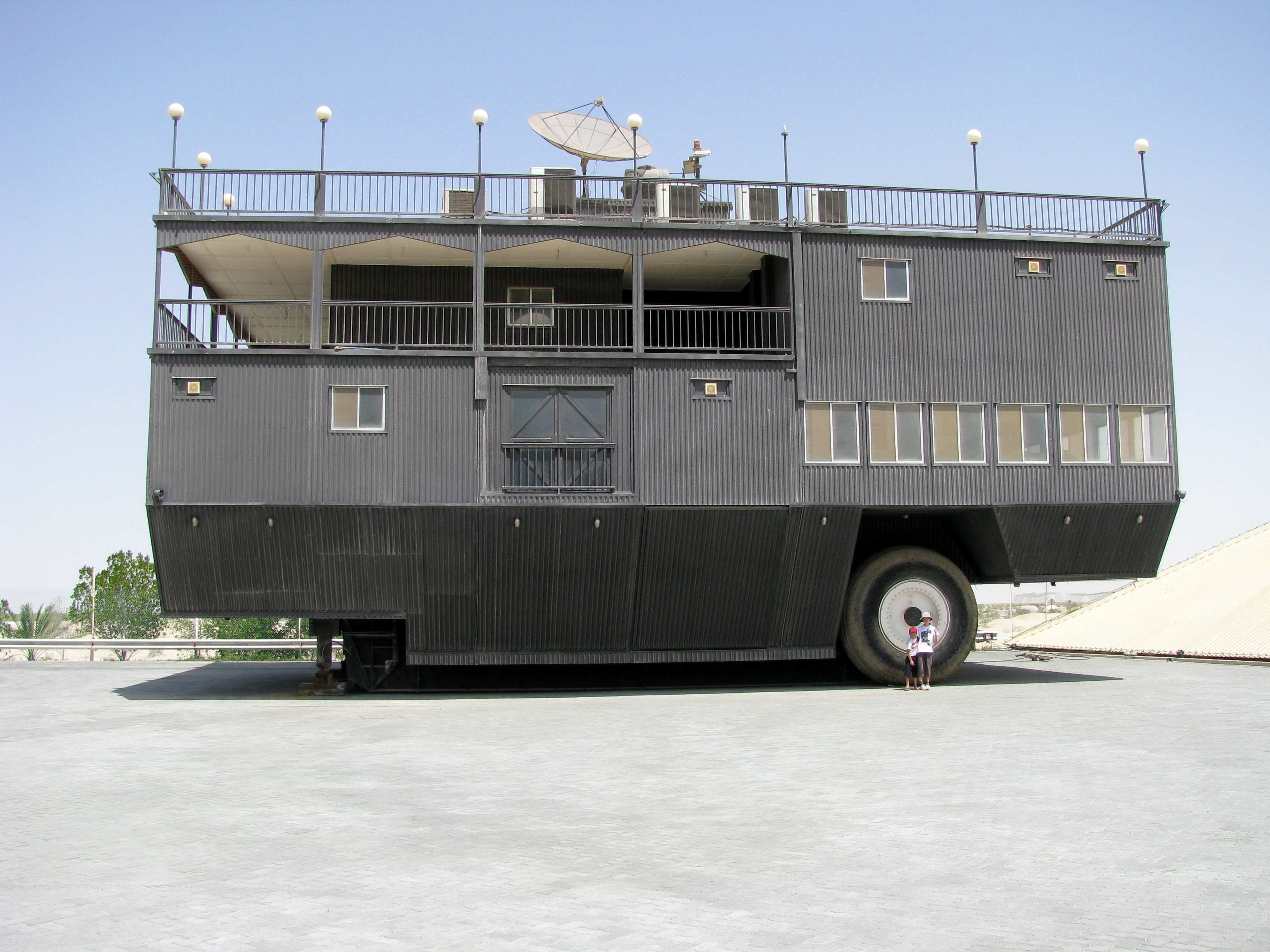
أكبر مركبة في العالم
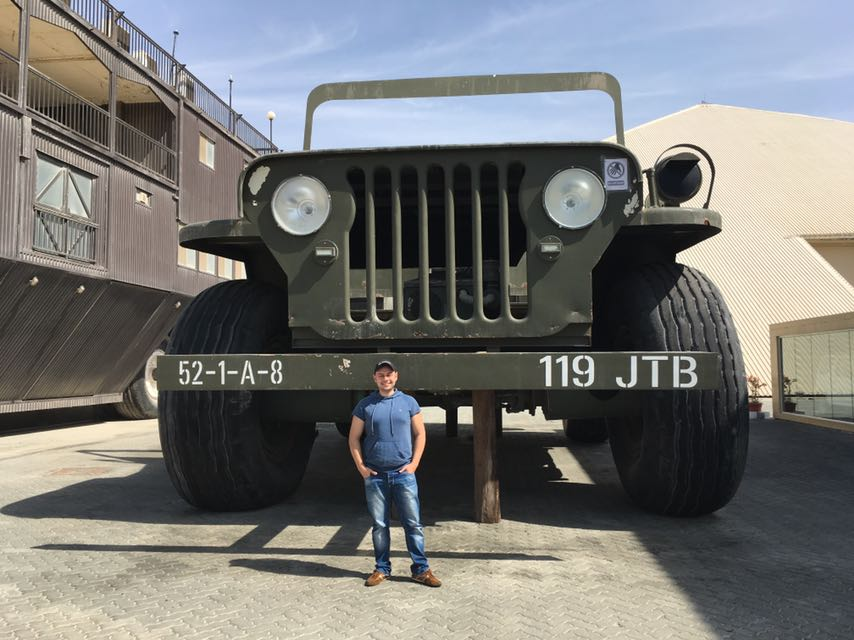
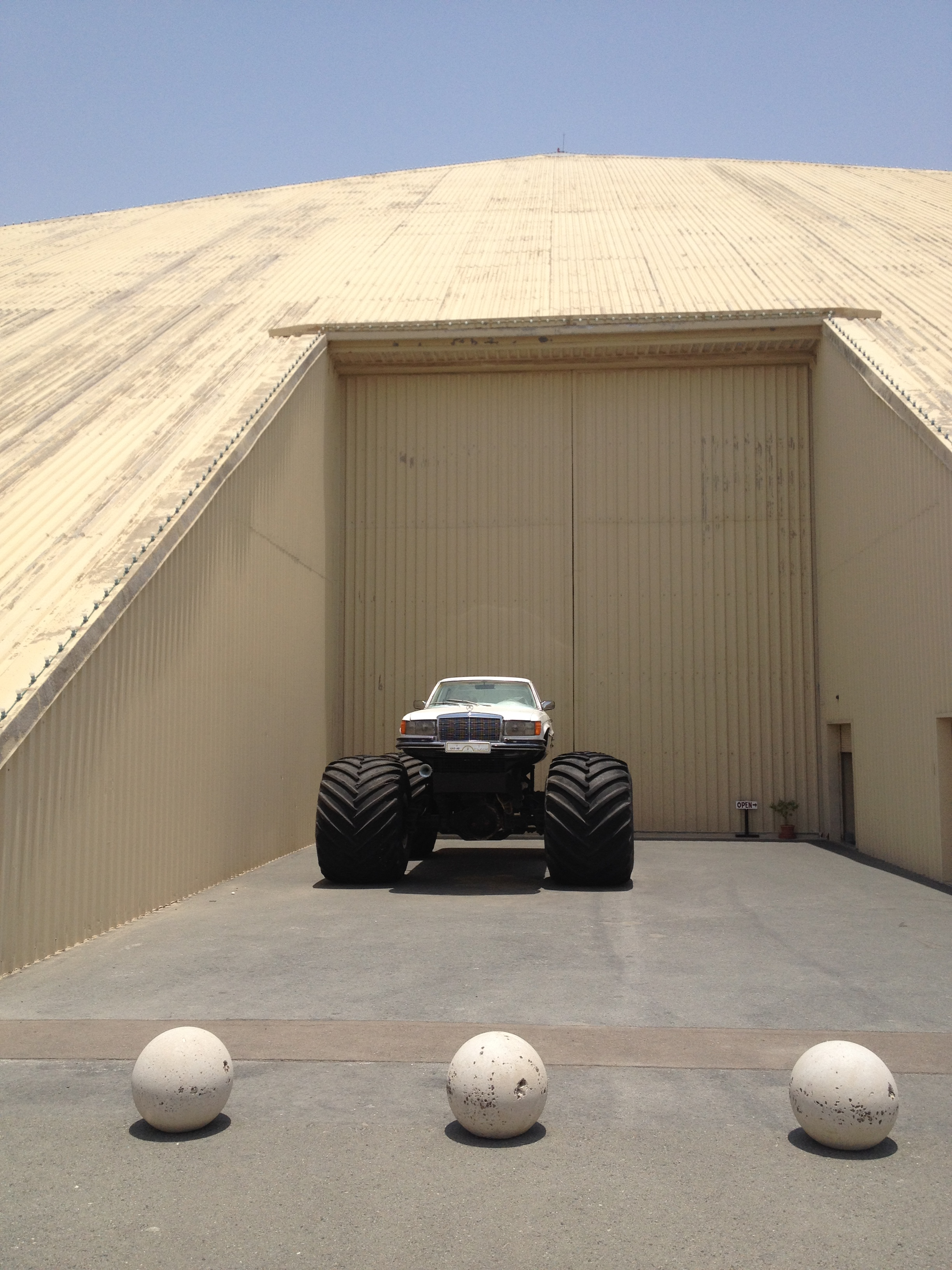
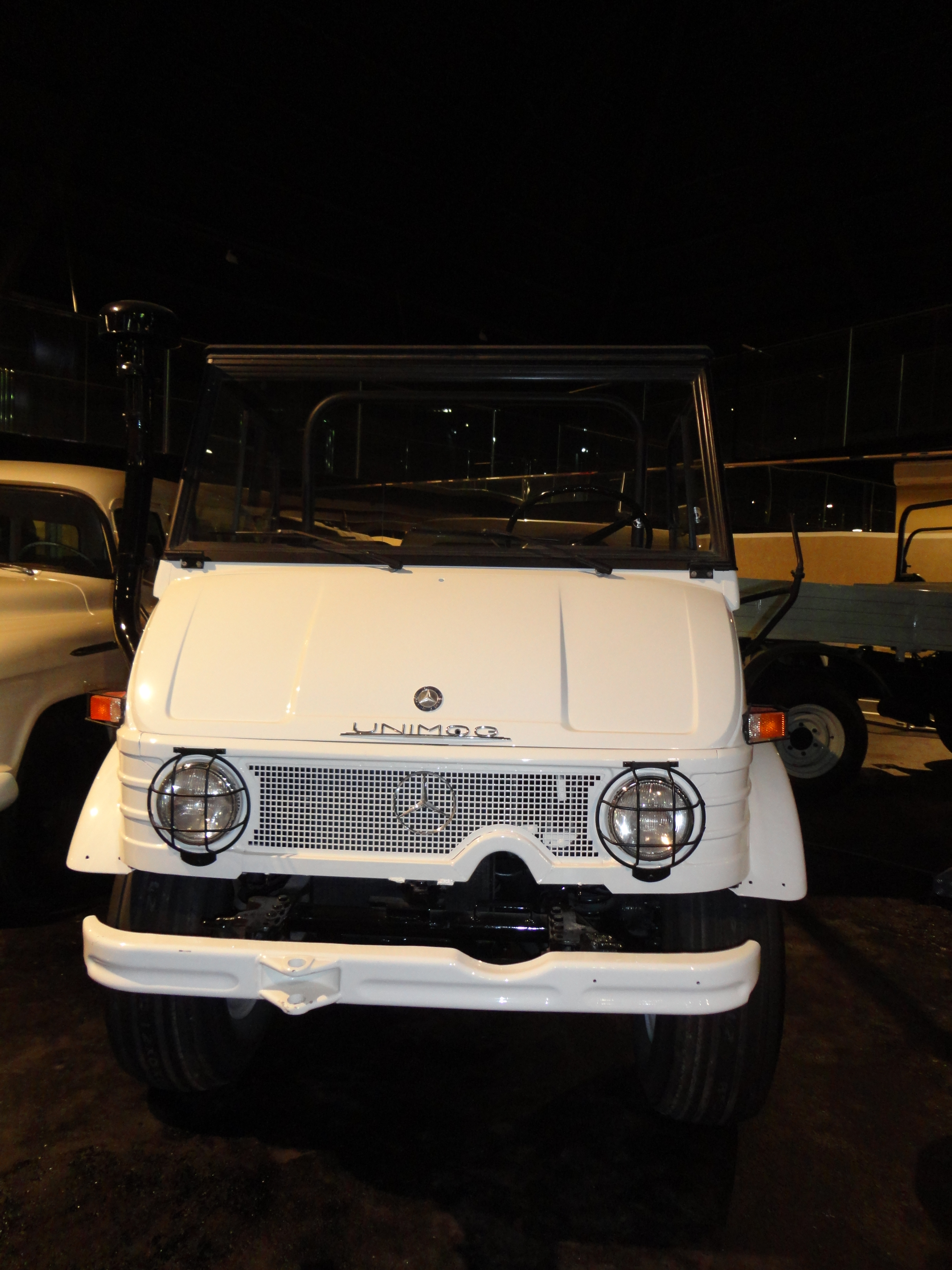
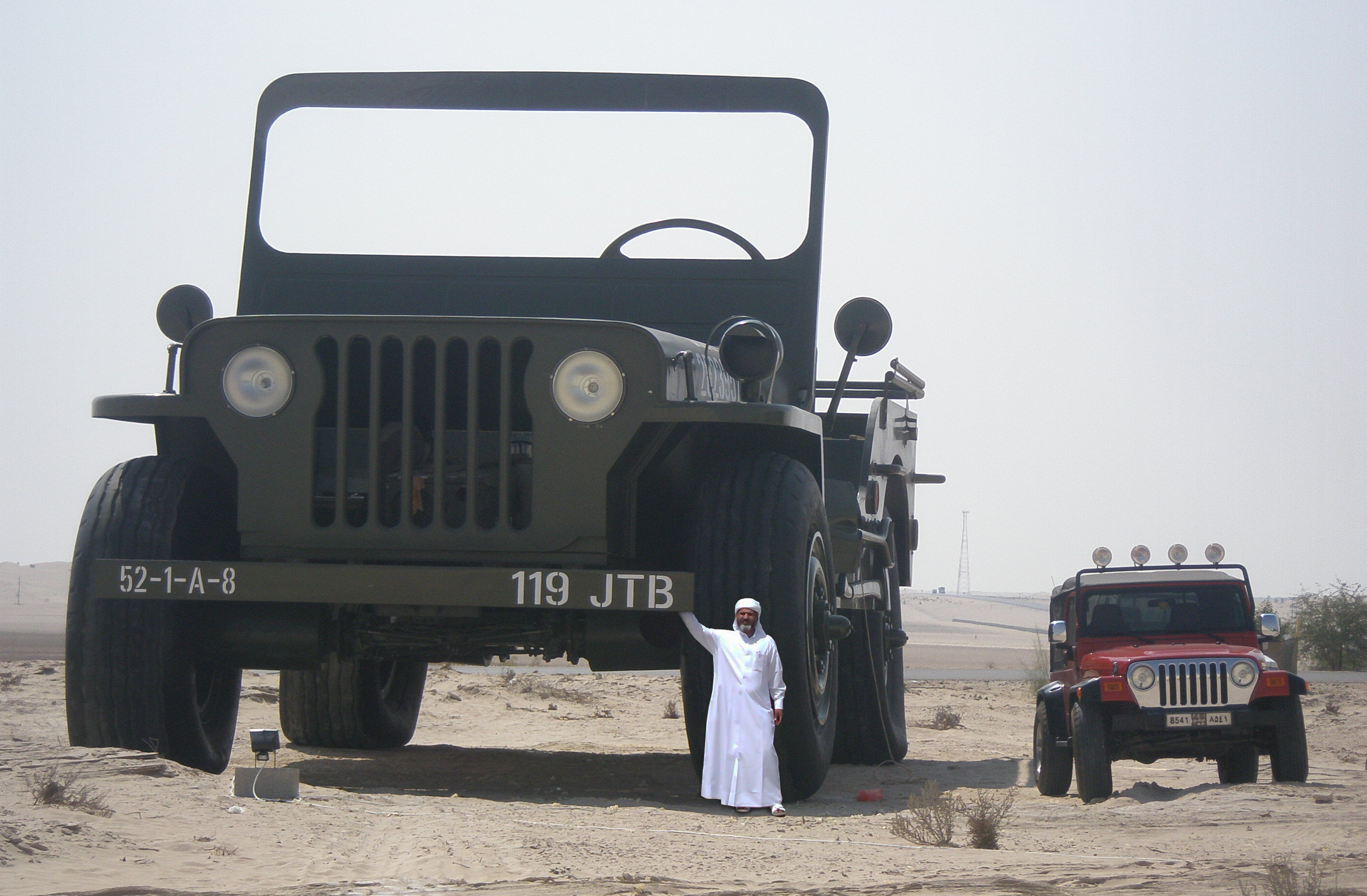
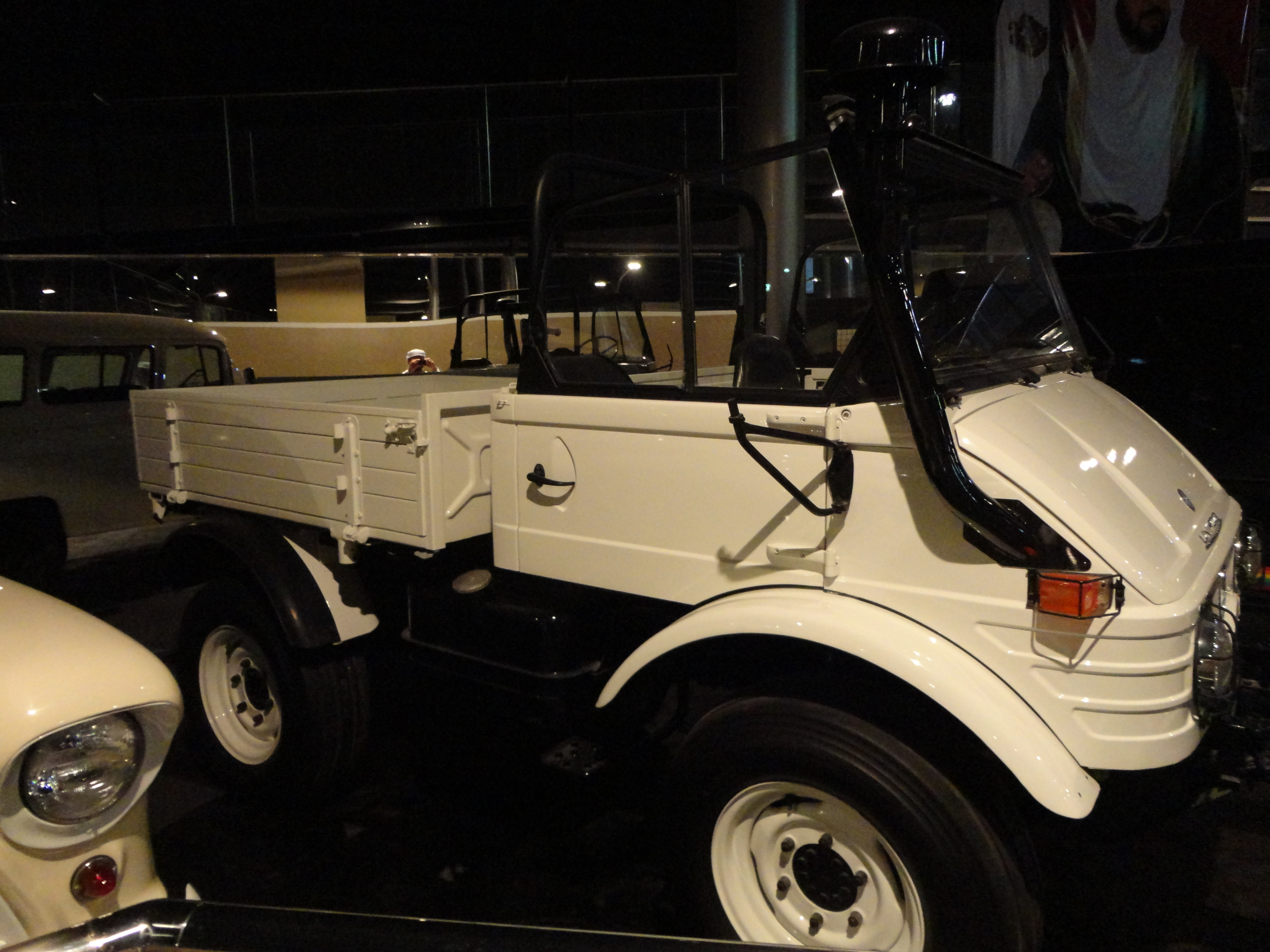
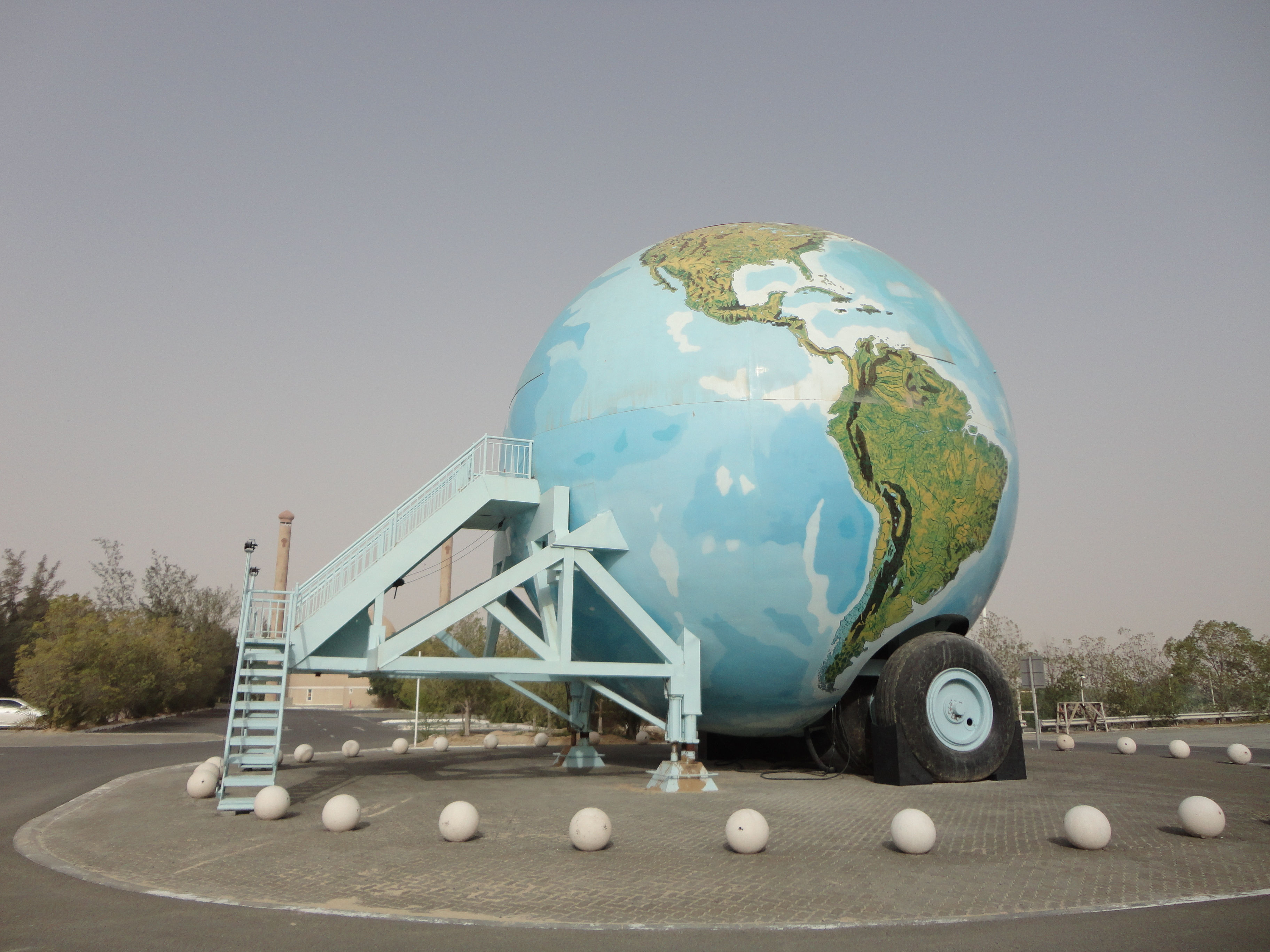
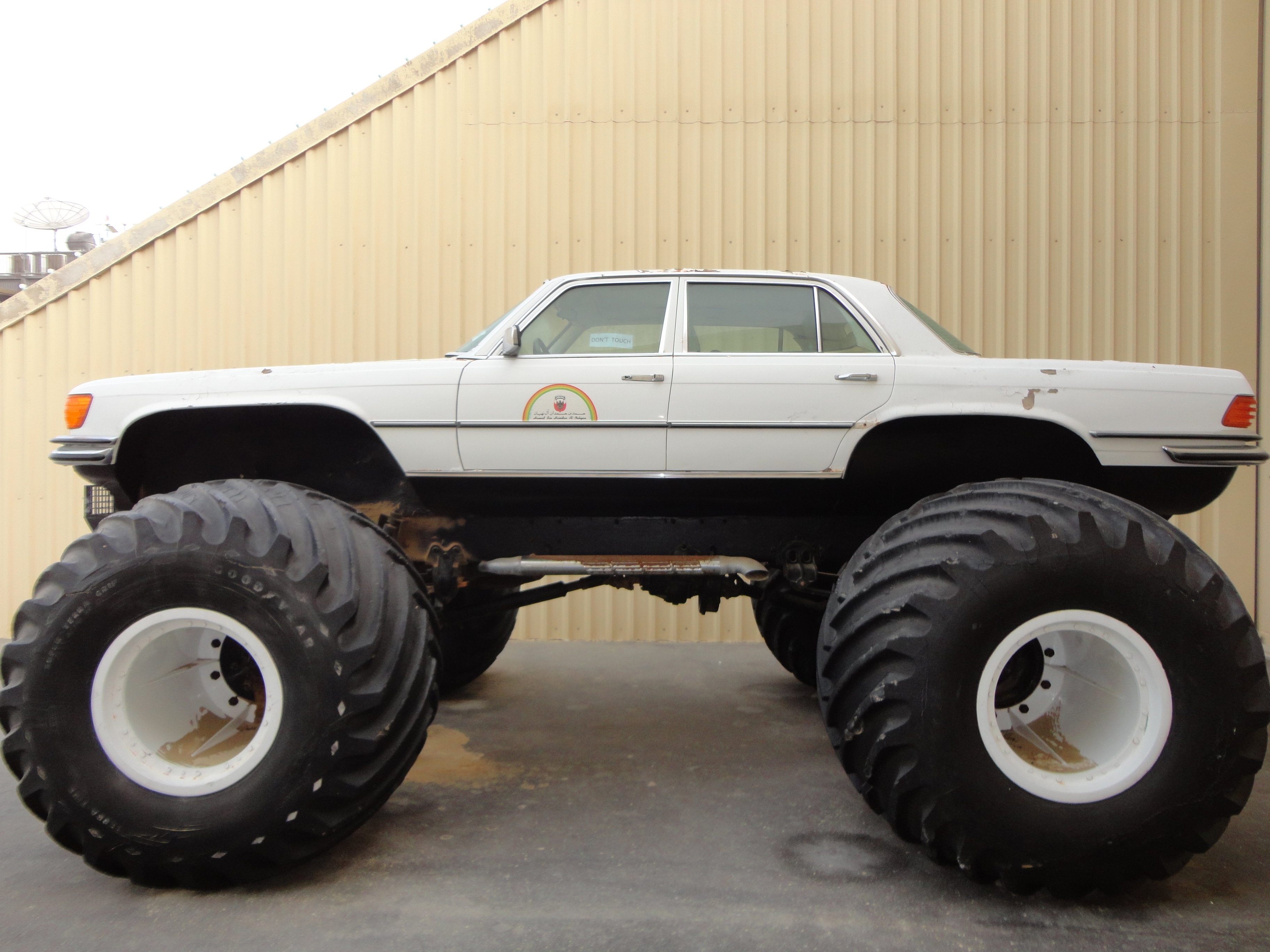